# Енрике Балестерос
Енрике Балестерос (на испански: Enrique Ballesteros) е уругвайски футболист, вратар.

## Кариера
През по-голямата част от кариерата си, Балестерос играе в Рампла Хуниорс, с което печели единствената титла за клуба. Последните 3 сезона от кариерата си прекарва в Пенярол и 3 пъти помага на отбора му да спечели националния шампионат.
Балестерос е титулярен вратар в отбора на Уругвай, който през 1930 г. става първият световен шампион. Той изиграва всички мачове, включително финала срещу Аржентина. Преди началото на първенството, първи номер е даден на Андрес Маса, но по решение на треньорския щаб е изгонен за нарушение на дисциплината малко преди началото на първенството, което дава шанс на Балестерос.
Енрике Балестерос е титуляр и при победата на националния отбор на Южноамериканския шампионат през 1935 г. През 1937 г. Балестерос участва и в континенталния шампионат, където спори за място с Хуан Бесусо от Монтевидео Уондърърс.

## Отличия

### Отборни
Рампла Хуниорс
- Примера дивисион де Уругвай: 1927

Пенярол
- Примера дивисион де Уругвай: 1935, 1936, 1937

### Международни
Уругвай
- Световно първенство по футбол: 1930
- Копа Америка: 1935